# Stazione di Nishi-Kizu
La stazione di Nishi-Kizu (西木津駅?, Nishi-Kizu-eki) è una stazione ferroviaria situata nella città di Kizugawa, nella prefettura di Kyoto in Giappone. È gestita dalla JR West e serve la linea Katamachi (linea Gakkentoshi).

## Linee
JR West
■ Linea Katamachi

## Struttura
La stazione è costituita da un marciapiede laterale servito da 1 binario in superficie. 
| 1 | ■ Linea Katamachi | per Kizu e Nara                       |
| 1 | ■ Linea Katamachi | per Shijōnawate, Kyōbashi e Amagasaki |

## Stazioni adiacenti
| ≪               | Servizio                       | ≫               |
| Linea Katamachi | Linea Katamachi                | Linea Katamachi |
| --------------- | ------------------------------ | --------------- |
| Kizu            | Locale Rapido Regionale Rapido | Hōsono          |